# 斯拉夫神話
斯拉夫神話是斯拉夫民族（包括前蘇聯、南斯拉夫、波蘭、捷克、斯洛伐克、保加利亞）等地區特有的一個神話體系。包括斯拉夫民間信仰在內，已傳承了超過3000年以上，在斯拉夫民族改信基督教以前，他們所信奉的就是斯拉夫神話中的神明。按地區來分，斯拉夫神話大略可分為東斯拉夫神話與西斯拉夫神話。東斯拉夫神話主要流傳在俄羅斯、白俄羅斯、烏克蘭。西斯拉夫神話則主要流傳於波蘭的北部地區，鄰近波羅的海。

## 源起
与希腊神话跟埃及神话不同，斯拉夫神话并没有来自信仰者的第一手文献资料。除了口头流传的史诗和民歌外，目前学者只能依靠11世纪之后中西欧的基督教传教者所撰写的笔记，来一探斯拉夫神话的局部面貌。出于传教立场，这些教士的作品把斯拉夫神话作为“异端”来描述，并不能客观反映事实。
然而，古老神话的片断还是通过民间传说、口头诗歌和民俗节日而保存至今日。在一千多年后，随着东欧民族主义的复兴，被湮灭良久的斯拉夫神话重新引发了人们研究和复原的兴趣。
最先在著作中提及斯拉夫神话的，是公元6世纪东罗马学者普罗科匹厄斯。他提到西斯拉夫的一个部族崇拜一个“司雷电的神明”，以及一些恶灵和精灵。尽管没有提及名字，但普遍认为“司雷电的神明”指斯拉夫神话中的大神佩龙。另外一部重要的著作是12世纪初的《往年记事》，里面记录了东欧及俄罗斯地区早期的异教信仰、历史传说。

## 諸神
斯拉夫各部族信仰区别巨大，应将哪位神格定为最高神亦有不同说法，但其中比较为人公认的就是雷神佩龙。有一些斯拉夫民族的神话中，甚至会出现复数神明占据着同一种职能的现象。

### 創世之神
贝洛伯格（Belobog）：名字意为“白神”，光明与太阳之神。
切尔纳伯格（Chernobog）：名字意为“黑神”，黑暗与悲哀之神，与贝洛伯格形成对立。

### 男神
佩龙（Perun）：雷电之神，同时也司战争和锻炼，象征物为鸢尾花、马、鹰、橡树等，形象为一个有着铜头的壮健男子，坐在由公羊牵拉的二轮战车上，手持斧头或铁锤。斧头抛出后可以自动飞回。在基督化时期，他被转化为圣徒“雷电的以利亚”。
维列斯（Veles）：大地、水和冥界之神。他与佩龙作对。形象为一条巨蛇，或者半人半蛇，生有牛角和长须。在基督化时期，他被转化为圣徒弗拉西奥斯。
戴伯格（Dajbog）：东、西、南斯拉夫民族所共同崇拜的太阳神。
朱瑟伯格（Juthrbog）：温德族（古德国的一个斯拉夫民族）传说中的月亮之神。
谢伯格（Siebog）：爱情与婚姻之神。
赫尔斯（Hors）：冬天的太阳神。斯拉夫人相信，赫尔斯代表虚弱和年老的太阳，他被“黑神”打败而死去，但会在冬至这一天复活成为新的神Koleda（意为“圣诞节”）。
亚利洛（Jarilo）：繁衍、植物生长、战争与丰收之神。
斯特利伯格（Stribog）：风与大气天空之神。
波达加（Podaga）：气候与渔猎种植之神。
斯瓦洛格（Svarog）：火神。
波列维特（Porewit）：山林之神，通常以长胡子男人或公山羊形象。有时会长着鹿角或巨大的生殖器。他是在森林行进者的保护神。他有一个姐妹，也是他的妻子Borana。基督化时期将其与撒旦等同。
庫侖特（Kurent）：酒神。
斯玛格尔（Simargl）：有可能是种子之神。传说其为西徐亚人的先祖，形象为生翼的狗。
菲林斯（Flins）：温德族传说中的死神。
贝尔斯特科（Berstuk）：温德族传说中，森林的恶神。
马洛维特（Marowit）：温德族传说中的恶梦之神。

### 女神
西丝拉伯格（Cislobog/Zislbog）：月亮女神。
西瓦（Sieba/Siva）：爱情、美丽、繁衍的女神。谢伯格之妻。
狄瓦娜（Dziewona）：狩猎女神，也是处女神。出现在记录的时间明显晚于其他神，可能是从罗马神话的狄安娜源自而来的。
韦丝娜（Vesna）：青春与春天的女神。
拉达/拉多（Lada/Lado）：和谐女神。出现在记录的时间明显晚于其他神，可能是从希腊神话的勒达（与宙斯化身的天鹅产下双胞胎的美女）源自而来的。
布黎乌丝（Bliwut）:医疗女神。出现记录的时间明显晚于其他神，名字意为希伯来语的בריאות（健康）。

### 其他
特里格拉夫（Triglav）：名字意为“三张脸”，战神。初期他被认为是三位战神的合称—— 斯瓦洛格、佩龙和戴伯格。后来戴伯格的位置被斯维托维德（Svetovid）代替。普遍形象是一位三头神，蒙着金眼罩，或者一个长着三个山羊头的男子。他的三个头代表了天空、大地和冥界，蒙着眼睛表示不让他看到人类的罪恶，因其眼睛有巨大杀伤力。斯洛文尼亚最高峰特里格拉夫山即是以其命名。

## 外部連結
- 斯拉夫神話